# Marma
Inte att förväxla med tätorten Marmaverken i Söderhamns kommun.
Marma är en tätort i Älvkarleby kommun, i nordligaste Uppland.
Marma ligger invid Dalälven vid Marmafjärden. Länsväg 291 (en del av E4:an före 1977) passerar Marma. Länsväg C 771 går österut mot Västland. Den dubbelspåriga Ostkustbanan passerar Marma och har här en hållplats för Mälartågs linje mellan Uppsala och Gävle.

## Ortnamnet
År 1365 skrevs Marma. I detta namn kan mar vara förled med betydelsen "grund vik". Efterledet ma är en förkortning av hem = "boplats", "gård". 

En annan tolkning är att ortnamnet Marma kan hänga samman med ett *Marme, som från början skulle ha avsett en utvidgning av Dalälven. Namnet kan då sammanhänga med norskans marma 'brusa, larma'.

## Befolkningsutveckling
| Befolkningsutvecklingen i Marma 1900–2020 | Befolkningsutvecklingen i Marma 1900–2020 | Befolkningsutvecklingen i Marma 1900–2020 | Befolkningsutvecklingen i Marma 1900–2020 | Befolkningsutvecklingen i Marma 1900–2020 |
| ----------------------------------------- | ----------------------------------------- | ----------------------------------------- | ----------------------------------------- | ----------------------------------------- |
|                                           |                                           |                                           |                                           |                                           |
| År                                        |                                           |                                           | Folkmängd                                 | Areal (ha)                                |
| 1900                                      | 1900                                      |                                           | 479                                       | †                                         |
| 1960                                      | 1960                                      |                                           | 371                                       |                                           |
| 1965                                      | 1965                                      |                                           | 434                                       |                                           |
| 1970                                      | 1970                                      |                                           | 378                                       |                                           |
| 1975                                      | 1975                                      |                                           | 345                                       |                                           |
| 1980                                      | 1980                                      |                                           | 355                                       |                                           |
| 1990                                      | 1990                                      |                                           | 356                                       | 64                                        |
| 1995                                      | 1995                                      |                                           | 340                                       | 67                                        |
| 2000                                      | 2000                                      |                                           | 311                                       | 69                                        |
| 2005                                      | 2005                                      |                                           | 304                                       | 69                                        |
| 2010                                      | 2010                                      |                                           | 298                                       | 68                                        |
| 2015                                      | 2015                                      |                                           | 324                                       | 50                                        |
| 2020                                      | 2020                                      |                                           | 337                                       | 53                                        |
| † Som köpingsliknande samhälle 1900.      |                                           |                                           |                                           |                                           |

## Samhället
Sedan slutet av 1800-talet har militären haft övningsplats i Marma. Sedan 1 januari 2004 har Livgardet förvaltningsansvaret för Marma skjutfält.
Vandringsleden Upplandsleden kommer österifrån Västland och passerar genom militärt område, går in i byn och fortsätter längs älven vidare mot Älvkarleby. 

## Kommunikationer
Med Mälartåg finns direktförbindelser med bland annat Gävle, Tierp och Uppsala.